# Hercegovački zvončić
Hercegovački zvončić (lat. Campanula hercegovina), endemska je biljka iz Bosne i Hercegovine. Pripada porodici Campanulaceae ili zvončića.

## Opis
Hercegovački zvončić je krhka višegodišnja jastučasta biljka duljine 12-20 cm, ponekad 40 cm. Ima debeli, grudasti poludrvenasti rizom koji može prodrijeti duboko u pukotine vapnenačkih litica. Stabljike su mu brojne, četvrtaste i vrlo savitljive. Listovi sterilnih jedinki skupljeni su u čuperke, jajasti, šiljasti, sa srcolikim bazom. Obje strane imaju 2-3 zuba, a drške su oko tri puta duže od lamine.
Cvjeta od lipnja do kolovoza. Cvjetovi su skupljeni u grozdove od 2 do 5, s 1 do 3 brakteje. Kruna je gola, svijetloplava, podijeljena u pet trokutastih režnjeva.
Plod je poricidna čahura koja sadrži brojne sjemenke. Otvara se sa strane, zahvaljujući 3-5 rupica, a vrh ploda ostaje zatvoren. Sjemenke su otprilike 1 mm duljine i oko 0,3 mm širine. Diploidni kromosom ovih zvončića je 2 n = 24.

## Rasprostranjenost i ekologija
Endemska je od jugoistočnih Dinarida do Albanije. U Bosni i Hercegovini najveće lokalne populacije su u kanjonima rijeka Neretve, Rakitnice, Dive Grabovice i Drežanke, na planinama Prenj, Čvrsnica, Čabulja i Velež.
Ova biljka raste na vapnenačkim stijenama u planinskim područjima.